# Чемпіонат СРСР з футболу 1983: шоста зона другої ліги
Чемпіонат УРСР з футболу 1983 — 13-й турнір серед команд української зони другої ліги. Тривав з 25 березня по 24 жовтня 1983 року.

## Огляд
Вдруге в історії першості переможцем став київський СКА. Після перемоги 1980 року команда зі столиці України провела два сезони в першій лізі, але не змогла там закріпитися. Протягом усього чемпіонату кияни виглядали досить впевнено, зазнали лише шістьох поразок. До успіху команду привів новий старший тренер — Віктор Фомін.
Другий рік медалі здобувають футболісти «Колоса» з села Межиріч Павлоградського району (старший тренер — Олександр Попиначенко). Футболісти з Дніпропетровської області отримали і «Рубіновий кубок» газети «Молодь України», приз для найрезультативнішої команди чемпіонату (99 забитих м'ячів). Бронзові нагороди в активі гравців вінницької «Ниви» (старший тренер — Юхим Школьников).
У першості було забито 1495 м'ячів у 650 зустрічах. Це в середньому 2,3 на гру. Віктор Насташевський встановив рекорд результативності за сезон серед команд другої ліги — 42 забитих м'ячі. До трійки найкращих бомбардирів увійшли Олександр Новиков («Колос» Павлоградський район) — 32 і Паша Касанов (вінницька «Нива») — 27. Сергій Шмундяк («Буковина») і Віталій Дмитренко («Кривбас») забили по сто м'ячів у турнірах української зони другої ліги. 1979 року цю межу подолали Євген Дерев'яга і Валентин Дзіоба.

## Підсумкова таблиця
| Місце | Команда                          | В  | Н  | П  | М'ячі | О  |
| ----- | -------------------------------- | -- | -- | -- | ----- | -- |
| 1     | СКА (Київ)                       | 28 | 16 | 6  | 91—49 | 72 |
| 2     | «Колос» (Межиріч)                | 30 | 10 | 10 | 99—45 | 70 |
| 3     | «Нива» (Вінниця)                 | 29 | 11 | 10 | 86—44 | 69 |
| 4     | СКА (Одеса)                      | 27 | 11 | 12 | 66—29 | 65 |
| 5     | «Кривбас» (Кривий Ріг)           | 23 | 18 | 9  | 70—44 | 64 |
| 6     | «Буковина» (Чернівці)            | 23 | 14 | 13 | 79—52 | 60 |
| 7     | «Спартак» (Житомир)              | 21 | 14 | 15 | 66—50 | 56 |
| 8     | «Авангард» (Рівне)               | 19 | 16 | 15 | 56—59 | 54 |
| 9     | «Шахтар» (Горлівка)              | 20 | 13 | 17 | 56—55 | 53 |
| 10    | «Закарпаття» (Ужгород)           | 20 | 11 | 19 | 67—64 | 51 |
| 11    | «Торпедо» (Луцьк)                | 20 | 9  | 21 | 66—71 | 49 |
| 12    | «Металург» (Дніпродзержинськ)    | 17 | 14 | 19 | 35—39 | 48 |
| 13    | «Нива» (Бережани)                | 15 | 18 | 17 | 41—51 | 48 |
| 14    | «Атлантика» (Севастополь)        | 17 | 13 | 20 | 53—50 | 47 |
| 15    | «Поділля» (Хмельницький)         | 18 | 10 | 22 | 56—67 | 46 |
| 16    | «Кристал» (Херсон)               | 17 | 10 | 23 | 45—55 | 44 |
| 17    | «Зірка» (Кіровоград)             | 15 | 14 | 21 | 48—56 | 44 |
| 18    | «Новатор» (Жданов)               | 14 | 15 | 21 | 43—56 | 43 |
| 19    | «Океан» (Керч)                   | 13 | 16 | 21 | 44—58 | 42 |
| 20    | «Маяк» (Харків)                  | 15 | 11 | 24 | 54—72 | 41 |
| 21    | «Стахановець» (Стаханов)         | 12 | 17 | 21 | 39—64 | 41 |
| 22    | «Прикарпаття» (Івано-Франківськ) | 17 | 6  | 27 | 54—76 | 40 |
| 23    | «Десна» (Чернігів)               | 16 | 8  | 26 | 50—66 | 40 |
| 24    | «Суднобудівник» (Миколаїв)       | 15 | 10 | 25 | 49—77 | 40 |
| 25    | «Дніпро» (Черкаси)               | 13 | 13 | 24 | 35—61 | 39 |
| 26    | «Фрунзенець» (Суми)              | 11 | 12 | 27 | 47—85 | 34 |

## Результати
```
                 1   2   3   4   5   6   7   8   9   10  11  12  13  14  15  16  17  18  19  20  21  22  23  24  25  26   
1.СКА Київ       xxx 2-1 3-2 0-0 1-1 1-2 0-0 4-2 2-0 2-2 4-2 2-1 4-0 2-1 2-1 2-0 2-1 3-2 2-0 5-0 1-0 2-2 5-3 2-0 3-0 1-0  
2.Колос          0-0 xxx 2-1 1-0 2-2 2-0 3-0 2-1 5-0 2-0 3-1 1-0 1-0 1-0 2-0 3-1 3-0 8-2 5-1 3-2 5-0 3-1 3-1 1-0 4-0 3-1  
3.Нива (Вн)      3-1 1-0 xxx 2-0 2-0 2-1 2-1 2-0 0-0 3-1 5-1 2-1 3-0 1-0 2-2 1-0 2-0 2-2 2-0 4-0 1-0 2-0 3-0 0-1 4-0 1-0  
4.СКА Одеса      2-0 0-1 1-0 xxx 3-0 2-0 1-0 2-0 4-1 3-1 1-0 0-0 4-2 3-1 2-1 2-0 2-0 1-1 1-1 1-1 3-0 2-0 0-0 3-0 1-0 4-1  
5.Кривбас        3-1 1-3 0-0 0-0 xxx 3-2 1-0 2-0 5-0 2-1 2-0 1-1 1-0 2-1 2-0 0-1 5-2 1-0 3-0 2-0 6-1 2-1 3-2 1-1 0-0 3-1  
6.Буковина       2-0 4-2 1-3 1-0 1-0 xxx 2-1 3-3 3-1 1-0 1-1 1-0 4-4 2-1 4-1 2-0 1-0 2-2 0-0 6-1 3-2 4-0 2-0 3-0 4-0 3-0  
7.Спартак        0-1 1-0 0-3 1-0 1-0 0-0 xxx 0-0 0-0 3-1 5-0 2-0 0-0 3-2 2-1 1-0 2-0 2-1 2-0 4-1 3-2 6-1 4-0 5-1 0-0 1-1  
8.Авангард       2-2 2-1 0-0 2-1 2-1 1-0 3-1 xxx 0-0 2-1 3-2 1-0 3-2 1-1 0-0 2-0 4-3 0-1 0-0 1-0 1-1 1-0 2-0 2-0 1-0 2-3  
9.Шахтар (Г)     2-2 1-0 4-3 1-0 1-1 1-3 0-2 5-0 xxx 2-1 3-0 1-0 0-0 3-1 2-0 1-0 0-1 0-1 1-0 3-1 1-1 3-0 0-1 1-0 2-1 2-1  
10.Закарпаття    2-2 3-1 2-1 1-0 0-0 0-1 2-0 2-1 1-1 xxx 3-2 5-0 1-0 0-1 5-1 2-1 1-0 0-0 2-0 2-1 3-0 5-3 2-0 4-1 1-0 2-0  
11.Торпедо (Л)   1-1 1-2 1-2 1-0 0-1 1-0 1-1 2-0 3-1 1-1 xxx 1-0 3-0 1-1 2-1 2-1 4-1 3-2 2-2 2-0 1-2 3-0 1-0 0-0 3-0 6-0  
12.Металург (Днд)0-2 0-0 1-1 0-0 1-1 1-0 0-0 1-0 0-1 1-0 2-0 xxx 1-0 1-0 0-0 1-0 1-1 2-1 0-1 1-0 2-0 0-0 1-0 0-0 0-1 2-0  
13.Нива (Б)      0-0 0-0 1-1 0-0 0-0 0-0 1-1 3-1 1-0 2-2 0-0 2-1 xxx 1-1 1-0 1-0 2-0 2-0 2-0 1-0 0-0 0-1 1-0 1-0 1-0 1-0  
14.Атлантика     1-0 0-0 0-0 0-2 0-1 1-1 2-1 1-0 0-0 4-0 1-0 0-0 1-0 xxx 4-0 2-1 1-2 0-0 2-0 1-1 3-1 3-2 2-1 0-0 1-1 3-0  
15.Поділля       1-1 3-2 1-1 1-0 3-0 1-1 0-2 1-1 3-2 1-1 4-0 2-1 1-0 1-0 xxx 2-0 0-0 0-1 1-0 0-1 3-2 1-0 3-2 2-0 0-1 3-0  
16.Кристал       1-1 0-5 1-2 0-2 0-0 1-0 1-2 2-2 3-2 0-0 0-2 1-1 1-0 1-0 1-1 xxx 1-0 1-1 3-0 2-0 2-0 1-0 1-0 2-1 2-1 4-0  
17.Зірка         0-1 0-1 2-1 1-0 1-1 2-0 0-0 1-1 0-0 1-0 2-1 0-2 2-2 2-1 4-0 1-0 xxx 0-0 0-1 0-2 2-0 5-0 2-0 1-0 1-0 0-0  
18.Новатор       0-1 1-2 1-0 1-1 0-1 2-0 0-1 0-1 0-1 1-0 0-1 0-1 0-1 1-0 2-0 0-3 1-1 xxx 2-0 3-1 0-0 2-0 1-2 1-0 0-0 2-2  
19.Океан         0-3 0-0 1-2 0-1 1-1 1-1 3-2 0-0 0-0 2-0 0-1 1-1 3-0 2-3 1-0 1-0 0-0 1-1 xxx 3-0 1-1 2-0 2-0 4-0 1-1 3-0  
20.Маяк          0-0 1-1 4-2 1-0 0-1 0-1 2-0 2-3 1-0 3-0 3-3 0-2 1-0 0-0 2-1 1-1 1-1 0-0 0-0 xxx 2-0 3-0 2-1 6-0 2-0 2-3  
21.Стахановець   1-1 2-1 0-1 0-0 0-0 1-1 2-0 1-0 0-0 0-0 0-1 0-3 0-0 2-1 2-0 0-0 2-1 0-1 3-0 0-0 xxx 1-0 1-1 3-4 0-1 1-0  
22.Прикарпаття   1-1 1-3 1-2 0-1 2-2 1-0 4-0 0-0 0-1 3-0 2-0 2-0 3-1 3-1 1-2 0-1 1-1 3-1 2-1 3-1 2-0 xxx 1-0 2-0 1-0 2-1  
23.Десна         1-3 1-1 2-2 0-1 1-1 0-0 2-0 0-0 2-1 4-1 0-2 2-0 1-2 1-0 2-0 3-1 1-0 1-0 1-1 3-1 0-1 1-0 xxx 2-0 1-0 3-1  
24.Суднобудівник 0-2 3-1 4-1 1-2 2-1 3-3 2-2 3-1 0-0 1-1 2-0 2-0 1-1 1-2 1-3 0-1 3-2 3-0 2-0 1-0 1-2 1-0 1-0 xxx 1-0 1-1  
25.Дніпро        2-5 2-2 0-0 1-4 1-2 1-1 0-0 0-1 0-3 0-1 3-0 0-1 2-2 1-0 1-0 1-0 2-1 0-0 2-1 1-0 0-0 3-0 1-0 3-0 xxx 1-1  
26.Фрунзенець    1-3 1-1 0-3 2-3 1-1 2-1 1-1 0-0 2-1 3-1 3-0 1-0 2-0 0-1 1-3 1-1 0-0 1-2 0-2 0-1 1-1 0-2 3-1 2-0 2-0 xxx
```

## Бомбардири
Найкращі голеадори чемпіонату УРСР:
| Футболіст            | Команда                          | Голи |
| -------------------- | -------------------------------- | ---- |
| Віктор Насташевський | СКА (Київ)                       | 41   |
| Олександр Новиков    | «Колос» (Межиріч)                | 32   |
| Паша Касанов         | «Нива» (Вінниця)                 | 27   |
| Володимир Малий      | СКА (Одесса)                     | 24   |
| Володимир Шишков     | «Спартак» (Житомир)              | 24   |
| Віктор Олійник       | «Буковина» (Чернівці)            | 23   |
| Віталій Дмитренко    | «Кривбас» (Кривий Ріг)           | 22   |
| Микола Пристай       | «Прикарпаття» (Івано-Франківськ) | 21   |
| Павло Петров         | «Атлантика» (Севастополь)        | 21   |
| Геннадій Горшков     | «Десна» (Чернігів)               | 19   |
| Сергій Шевченко      | «Нива» (Вінниця)                 | 19   |

Найкращі бомбардири клубів і гравці, які забили не менше 10 голів:
- СКА (Київ)  — Віктор Насташевський (41), Іван Яремчук (11);
- «Колос» — Олександр Новиков (32),Ігор Яворський (16), Микола Самойленко (15), Володимир Чирков (14);
- «Нива» (Вінниця) — Паша Касанов (27), Сергій Шевченко (19);
- СКА (Одеса) — Володимир Малий (24);
- «Кривбас» — Віталій Дмитренко (22), Валерій Шек (12), Сергій Алексєєв (11);
- «Буковина» — Віктор Олійник (23), Сергій Шмундяк (12), Дмитро Білоус (10);
- «Спартак» — Володимир Шишков (24), Іван Ряшко (10);
- «Авангард» — Георгій Яковишин (16);
- «Шахтар» (Горлівка) — Геннадій Повар (8), Ігор Братчиков (8), Микола Шевцов (8);
- «Закарпаття» — Василь Мартиненко (16), Елек Леврінц (13);
- «Торпедо» (Луцьк) — Юрій Сердюк (14), Володимир Бердовський (10);
- «Металург» — Юрій Полуектов (8);
- «Нива» (Бережани) — Петро Прядун (13);
- «Атлантика» — Павло Петров (21), Степан Павлов (16);
- «Поділля» — Сергій Сапешко (16), Микола Тимофєєв (15), Віктор Муравський (12);
- «Кристал» — Анатолій Жосан (10), Олексій Борщенко (10);
- «Зірка» — Михайло Калита (11);
- «Новатор» — Юрій Керман (10);
- «Океан» — Юрій Зуйков (13);
- «Маяк» — Валерій Ярмак (14);
- «Стахановець» — Юрій Болдарєв (9);
- «Прикарпаття» — Микола Пристай (21);
- «Десна» — Геннадій Горшков (19), Іван Іванченко (11);
- «Суднобудівник» — Віктор Писаков (13), Віктор Стульчин (12);
- «Дніпро» — Сергій Глизенко (9);
- «Фрунзенець» — Віктор Чипіжний (15), Григорій Лазарко (11).

## Призери
Гравці перших трьох команд, які взяли участь в не менш як половині матчів нагороджуються медалями. Подаємо список футболістів, які виступали в складах команд-призерів.
| 1. СКА (Київ) |
| Воротарі: Віктор Радаєв, Сергій Золотницький, Ігор Шарко, Олександр Козаченко, Ігор Рутковський. Захисники: Сергій Найденко (?, 2), Сергій Бугай (?, 1), Ігор Кабанець (?, 1), Іван Ледней, Ігор Семака, Анатолій Куцев, Володимир Єрьоменко, Євген Драгунов. Півзахисники: Іван Яремчук (?, 11), Валентин Кицаєв (?, 8), Анатолій Оленєв (?, 5), Вадим Шельменко (?, 4), Володимир Мукомелов (?, 2), Володимир Синельник (?, 1), Сергій Литвинов, Володимир Причиненко, Олександр Бережний. Нападники: Віктор Насташевський (?, 41), Святослав Петренко (?, 8), Борис Маринцов (?, 4), Олександр Акименко (?, 2), Олександр Гущин. Старший тренер — Віктор Фомін, тренер — Юрій Смірнов.            |
| 2. «Колос» |
| Воротарі: Володимир Стрижевський (50, 45п), Віталій Ніколенко. Захисники: Володимир Кузовлєв (47), Олександр Ухмирін (47), Леонтій Галюта (35, 1), Юрій Шаріппо (34), Анатолій Назаренко (22, 3), Олександр Янович (19), Олександр Масловський (1). Півзахисники: Юрій Гревцов (46, 3), Юрій Іванов (45, 6), Олег Хорунжий (39, 2), Анатолій Усенко (38, 4), Олег Глазунов (35, 1), Володимир Кобзарєв (26, 1), Сергій Ядута (3). Нападники: Микола Самойленко (49, 15), Ігор Яворський (48, 16), Володимир Чирков (47, 14), Олександр Новиков (45, 32), Валерій Кутиш (16, 1). Старший тренер — Олександр Попиначенко, начальник команди — Павло Костін, тренери — Олександр Ткаченко, Леонід Іщук. |
| 3. «Нива» (Вінниця) |
| Воротарі: Анатолій Бабенко (50), Микола Загоруйко (6). Захисники: Олександр Лех (45, 3), Ігор Лисик (43, 1), Сергій Руденко (43), Іван Вишневський (39, 4), Андрій Білоусов (33, 4), Сергій Соботюк (7). Півзахисники: Іван Буловчак (48, 9), Іван Паламар (47, 3), Вадим Тищенко (46, 8), Ярослав Заяць (46, 2), Олег Мокшак (45, 1), Юрій Савенко (36, 3), Тарас Томич (13, 2). Нападники: Паша Касанов (47, 27), Сергій Шевченко (46, 19), Володимир Крайник (18), Володимир Пастушок (9), Володимир Маринович (5). Старший тренер — Юхим Школьников, начальник команди — Георгій Кушнір, тренер — Анатолій Шидловський.                                                                          |

## Перехідний турнір
| Місце | Команда              | В | Н | П | М'ячі | О |
| ----- | -------------------- | - | - | - | ----- | - |
| 1     | «Іртиш» (Омськ)      | 3 | 0 | 1 | 6—2   | 6 |
| 2     | «Металург» (Липецьк) | 2 | 0 | 2 | 4—7   | 4 |
| 3     | СКА (Київ)           | 1 | 0 | 3 | 6—7   | 2 |

## Фінальний турнір КФК
| Місце | Команда                  | В | Н | П | М'ячі | О |
| ----- | ------------------------ | - | - | - | ----- | - |
| 1     | «Динамо» (Ірпінь)        | 3 | 2 | 0 | 9—4   | 8 |
| 2     | «Торпедо» (Запоріжжя)    | 3 | 2 | 0 | 7—4   | 8 |
| 3     | «Автомобіліст» (Львів)   | 2 | 2 | 1 | 4—3   | 5 |
| 4     | «Спартак» (Самбір)       | 1 | 1 | 3 | 4—7   | 3 |
| 5     | «Енергія» (Нова Каховка) | 1 | 1 | 3 | 3—5   | 3 |
| 6     | «Кооператор» (Полтава)   | 0 | 2 | 3 | 2—6   | 2 |